# Willem Boerman
Willem Everhard Boerman (Arnhem, 27 mei 1888 - Rotterdam, 18 februari 1965) was een Nederlands economisch geograaf, en tot 1958 hoogleraar economische geografie aan de Nederlandsche Handels-Hoogeschool, nu Erasmus Universiteit Rotterdam. Hij was daar tevens rector magnificus in de jaren 1926-1927, 1933-1934, 1939-1940 en 1956-1957. Hij wordt beschouwd als een van de grondlegger van de economische geografie in Nederland.

## Levensloop
Boerman werd in 1888 geboren in Arnhem, waar zijn vader werkte als leraar op de middelbare school. Na een opleiding tot leraar, begon hij in 1908 als onderwijzer in Rotterdam. Hiernaast begon hij de studie aardrijkskunde aan de Universiteit van Utrecht, alwaar hij een aanstelling kreeg als assistent van de hoogleraren Oestreich en Jan Frederik Niermeijer.
Na afronding van zijn studie in 1912 begon Boerman als leraar aan het Nederlandsch Lyceum in Den Haag. In 1920 werd hij lector in de economische geografie aan de Rotterdamse Hogeschool, en in 1923 gewoon hoogleraar als opvolger van Hendrik Blink. Van 1930 to 1937 werd hij aldaar geassisteerd door Hendrik Jacob Keuning. In 1923 was Boerman ook aangesteld als hoogleraar sociale geografie aan de Universiteit van Utrecht als opvolger van Niermeijer. Hij was daar echter niet op zijn plek, en werd na anderhalf jaar vervangen door Louis van Vuuren. Boerman werd aangesteld aan de Rotterdamse Hogeschool als hoogleraar economische geografie, waar hij tot 1958 heeft gediend. In al die tijd is hij tot viermaal opgetreden als rector magnificus, in de jaren 1926-1927, 1933-1934, 1939-1940 en 1956-1957. Aan het begin van de laatste periode, in 1956, stonden er 1310 studenten ingeschreven bij de hogeschool. In het jaar 1938-39 waren dit er 577 geweest.
Boerman werd tevens hoofdredacteur van het TEG. Evenals Blink beschouwde hij de sociale en fysische geografie niet als afzonderlijke wetenschappen. Regionale geografie met een sterk economische inslag zou een goede typering voor zijn opvattingen kunnen zijn. Hij definieerde de economische geografie als ‘de differentiële vestigingsplaatsleer van het menselijk welvaartstreven.

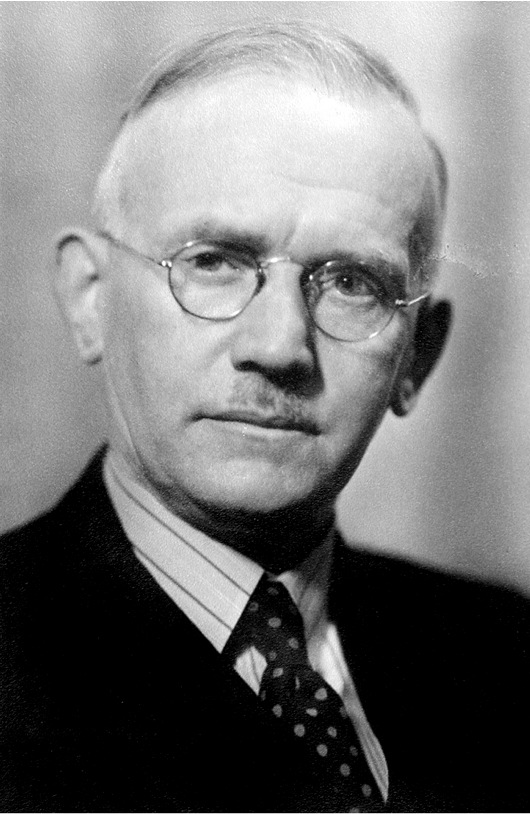
Prof. Willem Everhard Boerman, 1950-60. (Foto: André Wery/Stadsarchief Rotterdam)

## Werk
In de loop van de jaren dertig van de twintigste eeuw kwam er in Rotterdam meer aandacht voor specifieke economisch-geografische thema’s. Transportgeografie was er een van, niet zo verwonderlijk met een uitgesproken handels- en verkeersknooppunt voor de deur.
Na de Tweede Wereldoorlog richtte Boerman de aandacht meer expliciet op het vraagstuk van de industriële vestigingsplaats. De basis voor de locatieleer was gelegd door Alfred Weber in 1909. Hij verklaarde de locatie van de industriële bedrijvigheid door het streven van de ondernemer de transportkosten van de onderneming zo laag mogelijk te houden. 
In dit verband kan ook de studie van Johan Winsemius over de ‘Vestigingstendenzen van de Nederlandse nijverheid' 2 dln, 1945/49, worden genoemd. Winsemius verbond de vestigingsplaatsleer met de regionaal-economische ontwikkeling. Daarbij maakte hij een onderscheid maakte tussen actief en passief werkende factoren. De eerste groep betrof met name grondstoffen en arbeid, de tweede onder meer grondprijzen en bouwkosten. Bij de actieve factoren kon nog een onderscheid worden gemaakt tussen stuwende en verzorgend, een begrippenpaar dat in de periode 1950-60 veel aandacht kreeg.
Behalve Boerman was ook H.J. Keuning betrokken bij de ontwikkeling van de economische geografie in Nederland. Hij was van 1930-37 ‘assistent’ voor de economische aardrijkskunde bij Boerman. Voor zijn opvattingen zie Sociale geografie Groningen 1950 - ± 1970.

## Publicaties
- Boerman, W.E. The economic structure of the Netherlands and the economic position of the Netherlands in these days, 1948.
- Boerman, W.E. Veertig jaren economische geografie, 1950.
- Boerman, W.E. Dr W.C.H. Staring (1808-1877) en zijn betekenis als economisch en sociaal-geografisch onderzoeker, 1956.
- Boerman, W.E. Vijftig jaren economische geografie, 1960.